# Dhikr

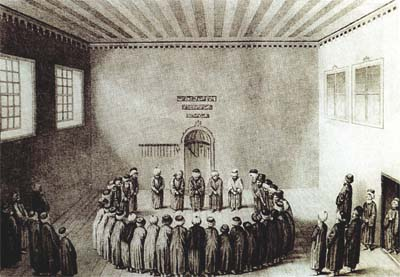
Pratique du dhikr par la confrérie Rifa'iyya.

Dhikr (ou zikr ; arabe ذِكْر [ḏikr], « souvenir », « rappel » et « invocation », « mention »), désigne à la fois, dans l'islam, le souvenir de Dieu et la pratique qui avive ce souvenir, consistant généralement en l'évocation rythmée et répétitive d'une prière, d'une formule ou d'une phrase sacrée, silencieusement ou à voix haute, seul ou collectivement, dans le but de rendre gloire à Dieu et d'atteindre la perfection spirituelle.
Caractéristique du soufisme, quoique sa pratique ne se réduise pas à ce seul courant, le dhikr peut ainsi prendre plusieurs formes : la récitation de prières courtes, le chant religieux, le tasbih ou encore la lecture du Coran.

## Pratique
Le terme arabe dhikr signifie à la fois « souvenir », « rappel » et « invocation », « mention ». À la fois souvenir et invocation, le dhikr vise à combattre l'amnésie dont peut être atteint l'homme qui, oublieux par nature, néglige ses propres origines divines, les bienfaits de Dieu et le pacte prééternel (mîthâq) passé avec lui.  
Le dhikr désigne également la pratique elle-même de cette remémoration de Dieu, consistant généralement en l'évocation rythmée et répétitive d'une prière ou d'une phrase sacrée, une oraison jaculatoire inlassablement répétée, dans le but de rendre gloire à Dieu et atteindre la perfection spirituelle. Le dhikr, caractéristique du soufisme bien qu'il ne s'y réduise pas, désigne ainsi la technique même de cette répétition mais peut aussi désigner le Coran lui-même.

La formule « Allah jalla wa-jalâla-hu » (ar - Dieu, que sa majesté soit exaltée) en calligraphie.

Les pratiques du dhikr sont multiples et font l'objet de protocoles qui varient avec le temps et selon les lieux, parfois fortement, mais les deux formules majeures objet de répétitions sont Lâ ilâha illâ Llâh (« il n'y a de divinité que Dieu »), le témoignage de foi qui constitue premier pilier de l'islam, et Allâh, le nom de Dieu lui-même qui synthétise tous les autres noms divins.  
L'invocation s'approfondit généralement en trois degrés, bien que certains maîtres distinguent jusqu'à huit niveaux : le dhikr « de la langue » (dhikr al-lisân) qui vocalise la formule, le dhikr « du cœur » (dhikr al-qalb) qui, silencieux, suit les pulsations cardiaques et le dhikr « de la conscience » (dhikr al-sirr) qui amène à l'excellence, le soufi étant alors annihilé dans le Nommé. Afin d'obtenir l'efficacité du dhikr, le pratiquant doit idéalement l'opérer dans un état de pureté rituelle et revêtu de vêtements propres, de préférence dans un endroit parfumé et sombre ou de nuit, suivant la tradition selon laquelle Mahomet priait lui-même entre l'aube et l'aurore. 
Si les soufis privilégient généralement l'invocation en groupe, qui compte parmi les temps fort de la vie des confréries soufies (tariqâ), le fait de savoir si celle-ci doit se pratiquer en secret ou à voix haute a fait l'objet d'importants débats ; néanmoins de nos jours, une majorité de maîtres soufis préconise la dernière option pour les novices afin de canaliser leur énergie spirituelle et renforcer leur concentration. 

## Fondements dans le Coran et les hadith

### Le Coran
Le mot dhikr figure 83 fois dans le Coran. On peut mentionner ainsi le verset 45 de la sourate 29, « L'araignée » :  « l'invocation du nom d'Allah est ce qu'il y a de plus grand »; les versets 41-42 de la sourate 33 : « Ô vous qui croyez ! Invoquez souvent le nom de Dieu ! Louez-le matin et soir. » (v. 41-42), ou encore le verset 60 de la sourate 40, Al-Ghafir : « Invoquez-Moi, Je vous exaucerai. ».

### Les hadiths

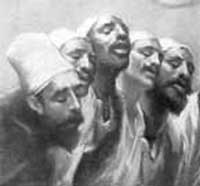
Quatre hommes pratiquant le dhikr (peintre et date inconnus).

On trouve également plusieurs hadiths dans lesquels Mahomet recommande l'invocation du nom de Dieu comme étant la meilleure action possible, et où il donne des indications sur le nombre de répétitions ainsi que sur la formule qui doit être prononcée:
« Le Prophète m'a dit : "T'informerai-je de la parole la plus aimée auprès de Dieu ?" La parole la plus aimée de Dieu consiste à dire : "Gloire et louange à Dieu."
(Hadith rapporté par Abû Dharr et Muslim). » Et encore : « La meilleure évocation est le fait de dire : "il n'est de dieu que Dieu." (Hadith rapporté par Jâbir et Tirmidhî). »
Une idée similaire revient également dans ces hadith:

« Vous informerai-je de la meilleure de vos actions, la plus pure au regard de votre Souverain, celle qui vous élèvera davantage et qui sera meilleure pour vous que faire l'aumône de l'or et de l'argent ; celle qui sera meilleure pour vous que rencontrer votre ennemi et le tuer (litt. frapper à la nuque) ou être tué ?" Bien sûr, répondirent-ils, il s'agit de l'évocation de Dieu". Exalté soit-Il, dit le Prophète. (Hadith rapporté par Abû Dardâ, Tirmidhî et Hâkim) »

« Nous étions chez le Prophète lorsqu'il nous demanda : "L'un d'entre vous serait-il capable d'acquérir chaque jour mille bonnes actions ?" L'un de ceux qui étaient en sa compagnie rétorqua : "Comment pourrait-on acquérir mille bonnes actions ?" Le Prophète répondit : "En disant cent fois "subhân Allah" (gloire à Dieu), il vous sera inscrit mille bonnes actions ou il vous sera ôté mille péchés." (Hadith rapporté par Sa'd ibn Abî Waqqas et Muslim) »

### Autres formes possibles
Mais le dhikr ne consiste pas seulement en répétition de formules. Il peut prendre la forme[réf. souhaitée] de la lecture du Coran ou de son étude dans un cercle d'étude, ainsi de l'étude de hadiths. Il peut aussi être vu comme étant au cœur de la prière canonique, ainsi que le laisse entendre le verset 14 de la sourate 20 : « Accomplis la prière m'invoquer. »

## Le dhikr dans le soufisme
Le dhikr a une importance particulière dans le soufisme. Il y devient la « voie d'accès » privilégiée. Le but est le renoncement au monde, en « vidant le cœur des préoccupations terrestres » pour mieux approcher Dieu et parvenir à l'anéantissement (fana'). Pour ce faire, la pratique est codifiée : le rythme de la respiration et l'attitude sont des éléments susceptibles de soutenir la répétition du nom de Dieu (Allah, ou le nom du Prophète ou « l'un des 99 plus beaux noms divins », voire les attributs du Prophète, etc.) qui est au cœur de la méthode.
Il existe deux dhikr, le solitaire et le collectif sans qu'il y ait d'opposition entre les deux, même si, selon certaines sources, les adeptes d’une pratique plutôt que de l’autre peuvent s’affronter ou se « tourner en dérision ». Si la transe qui résulte de la pratique collective a souvent été perçue comme l'aboutissement recherché, par les observateurs, les initiés la considèrent comme n'étant pas le but à atteindre. Il existerait donc un « Dhikr des privilégiés », comme expérience spirituelle intérieure, parfois mentionnés comme « Dhikr du cœur » ou « Dhikr de l'intime » (par opposition au « Dhikr de la langue », à haute voix) qui serait assez éloigné des pratiques hypnotiques du Dhikr collectif. Il est fondé sur la conservation du sens du Dhikr au moment de sa pratique, de telle manière qu'il ne devienne pas une répétition routinière et distraite. L'intention (niyya) est alors essentielle pour le pratiquant afin qu'il soit préservé des distractions.
Le dhikr s'accompagne souvent de l'usage d'une sorte de chapelet (مِسْبَحة [misbaḥa], misbaha; chapelet).
Par bien des aspects, le dhikr est proche de la prière du cœur, clef de voûte de la pratique spirituelle et mystique de l'Église d'Orient.

### Documentaire
- Arnaud Desjardins, Soufis d'Afghanistan : Maître et Disciple (part. 1), Au cœur des confréries (part. 2), INA, 1974.